# Palatul de Justiție din Brașov
Palatul de Justiție din Brașov a fost construit între anii 1900 - 1902 de fosta administrație austriacă drept sediu al Tribunalului Regal Maghiar din Brașov.

## Istoric
În a doua jumătate a secolului al XIX-lea au fost întocmite primele planuri de sistematizare a Brașovului, care implicau dezvoltarea urbanistică spre suburbii, în primul rând spre Blumăna. În acest scop au fost demolate eșalonat o parte din fortificațiile medievale ale Cetății de pe laturile de nord-est și sud-vest.
Pe latura de nord-est, pe locul vast care pe vremuri constituia câmpul de apărare în fața zidurilor cetății, s-au construit câteva clădiri administrative: Administrația Financiară (astăzi Primăria),  Palatul Poștelor, precum și Palatul de Justiție (astăzi sediul Prefecturii și al Consiliului Județean Brașov).
În anul 1900 Georg von Weer, președintele Tribunalului Regal, a formulat o cerere către comunitatea orașului Brașov pentru atribuirea unui teren de 9450 mp pe care să se construiască Palatul de Justiție. Cererea a fost aprobată, orașul a perceput o taxă simbolică, cu condiția ca toate construcțiile existente și ridicate ulterior să fie predate cu titlu gratuit publicului brașovean. Ca urmare s-a hotărât construirea Palatului de Justiție, a penitenciarului și a unor ateliere pentru pușcăriași.

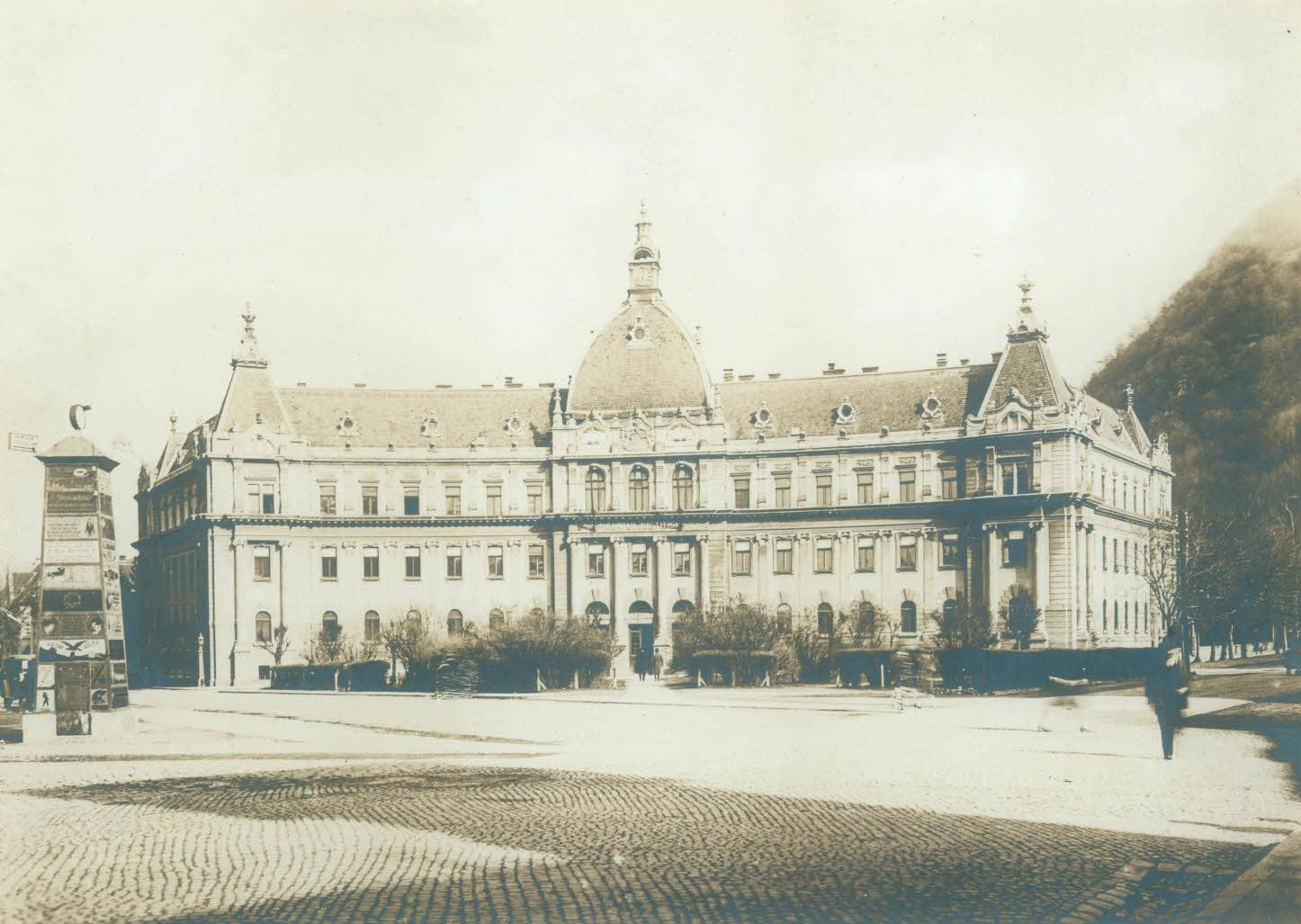
Palatul de Justiție în 1920

Termenul de finalizare al construcției a fost fixat pentru 1 noiembrie 1901, însă Palatul a fost dat în folosință în anul 1902 și a fost înscris în cartea funciară ca „Palatul Tribunalului, închisoare și atelier”. Anexa este clădirea unde a funcționat închisoarea centrală.
Arhitectura Palatului de Justiție îmbină elemente din stilul Art Nouveau, stilul neobaroc și elemente ale eclectismului francez.
În timpul primului război mondial, după înfrângerea și retragerea armatei române în Bătălia de la Brașov (1916), aici a funcționat Comandamentul Armatei a 9-a germane, comandată de generalul Erich von Falkenhayn.
Nicolae Ceaușescu a stat închis din februarie până în august 1936 în penitenciarul aferent clădirii. Judecarea sa a avut loc la Tribunalul Militar al Corpului 5 de Armată din fosta cazarmă de artilerie de pe strada Lungă, actualul Centrul Militar Zonal.
Clădirea Palatului de Justiție a funcționat conform destinației inițiale până la instaurarea regimului comunist, când a devenit sediul PCR din regiunea Stalin și al Sfatului Popular al Regiunii Brașov, ulterior Consiliul Popular al Județului Brașov. În data de 15 noiembrie 1987 unii dintre manifestanții revoltei de la Brașov au pătruns în clădire și au aruncat pe geam portrete ale dictatorului Ceaușescu, iar în decembrie 1989 aici a fost centrul revoluției anti-comuniste de la Brașov.
Între anii 1993 și 2020 la etajele 2-3 ale clădirii a funcționat Curtea de Apel Brașov, celelalte etaje fiind ocupate de Prefectura Brașov și Consiliul Județean.

## Galerie de imagini

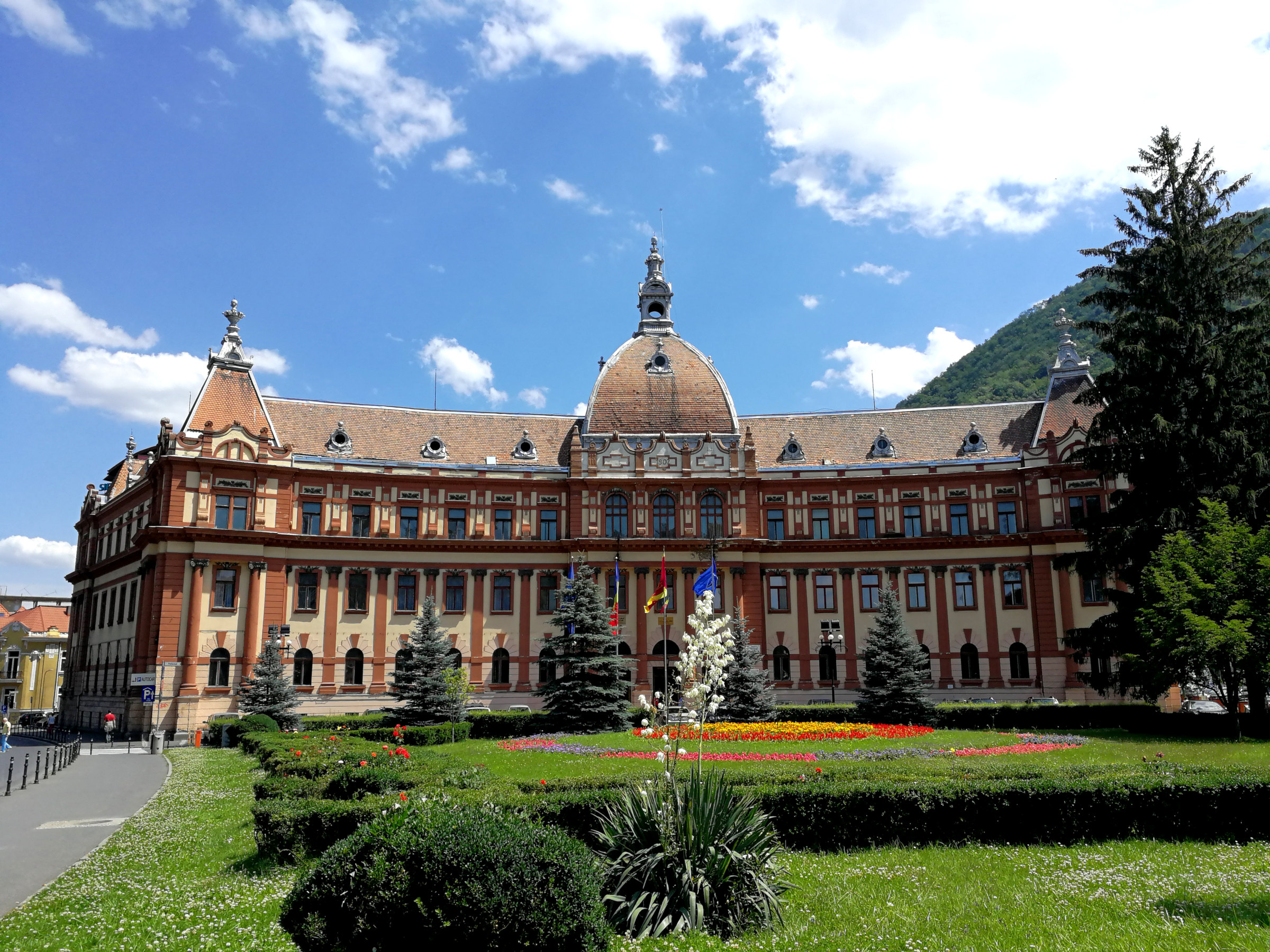
Palatul de Justiție
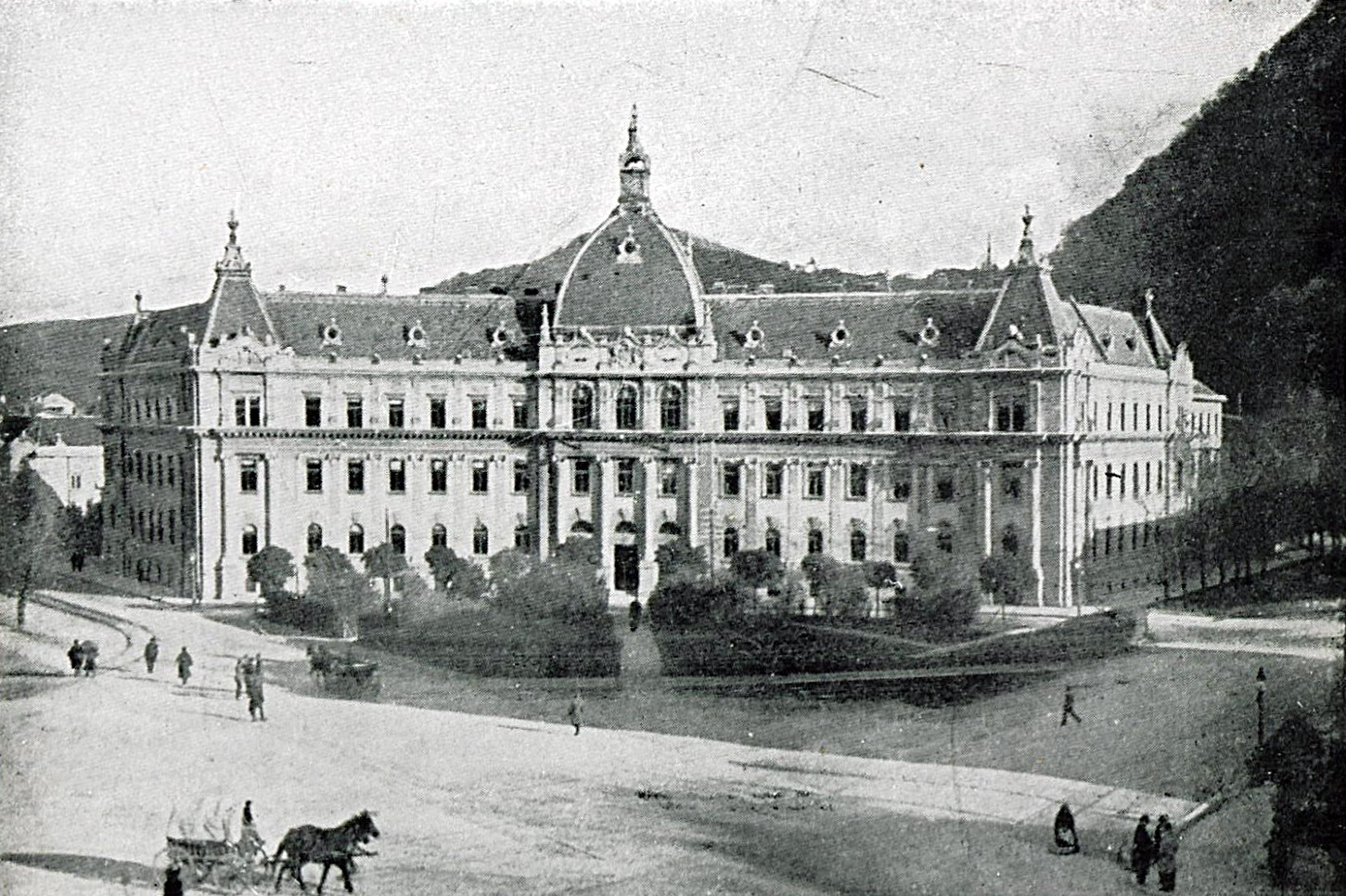
Palatul de Justiție (1916)
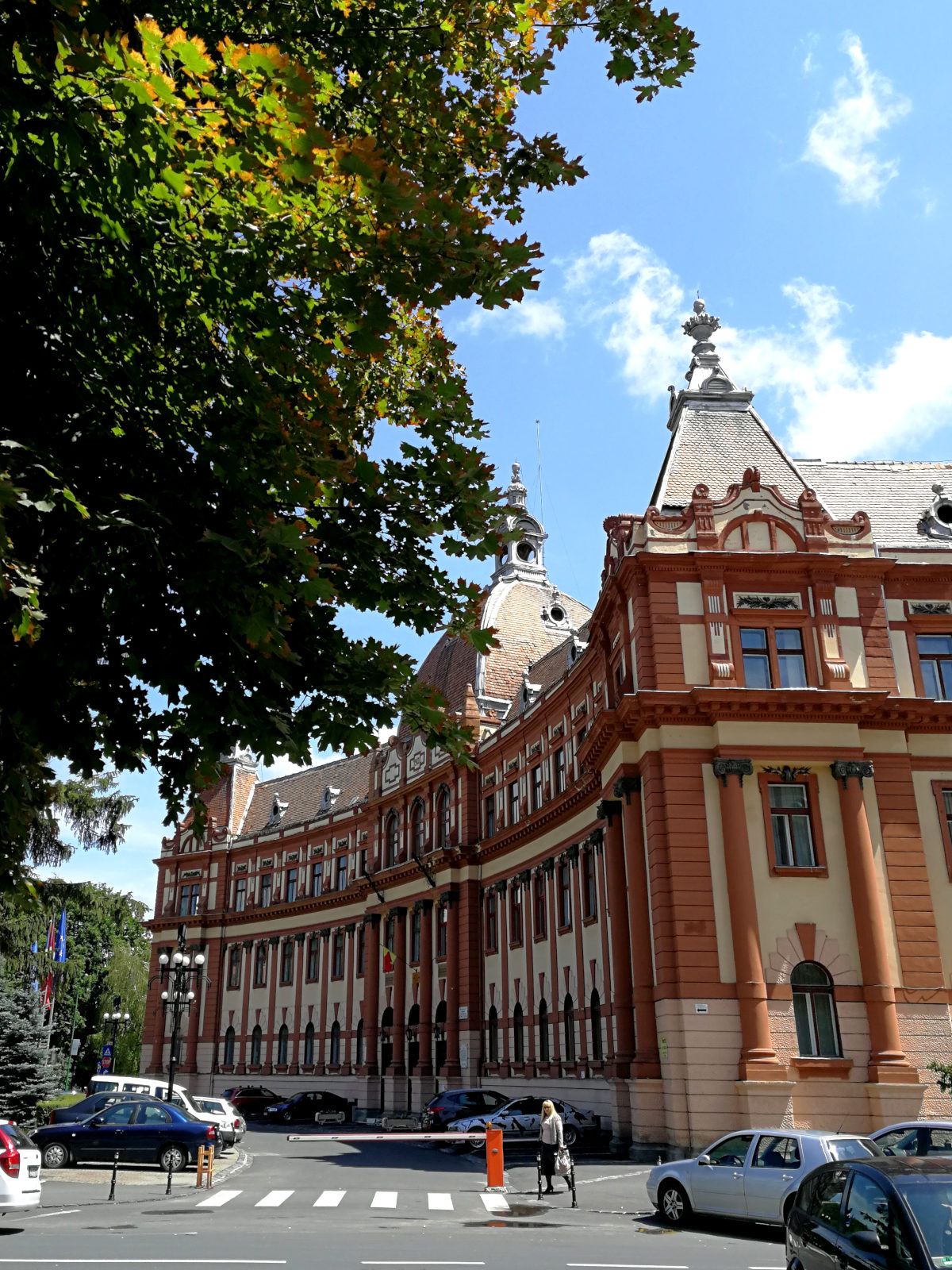
Palatul de Justiție (vedere laterală)
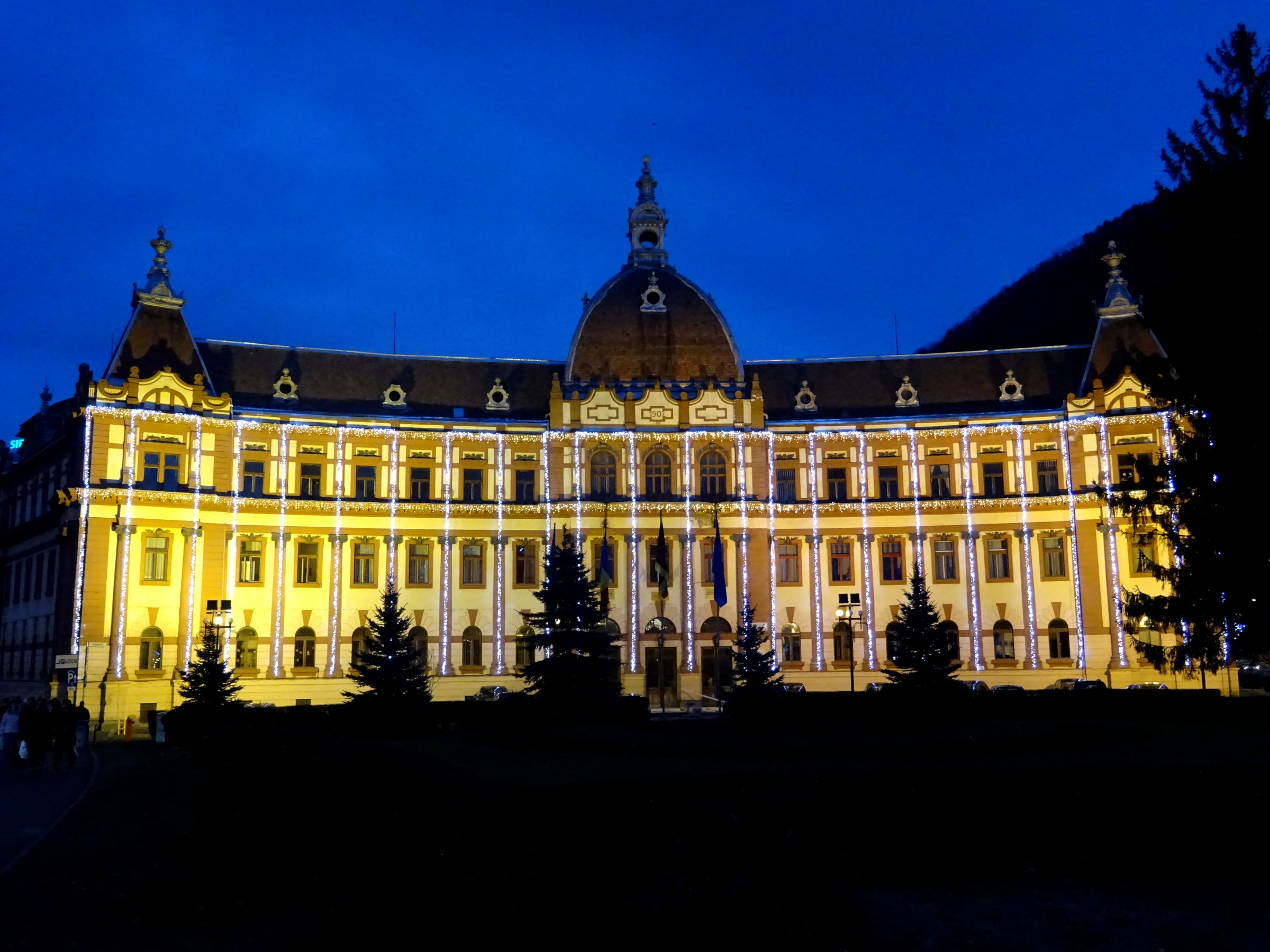
Palatul de Justiție noaptea
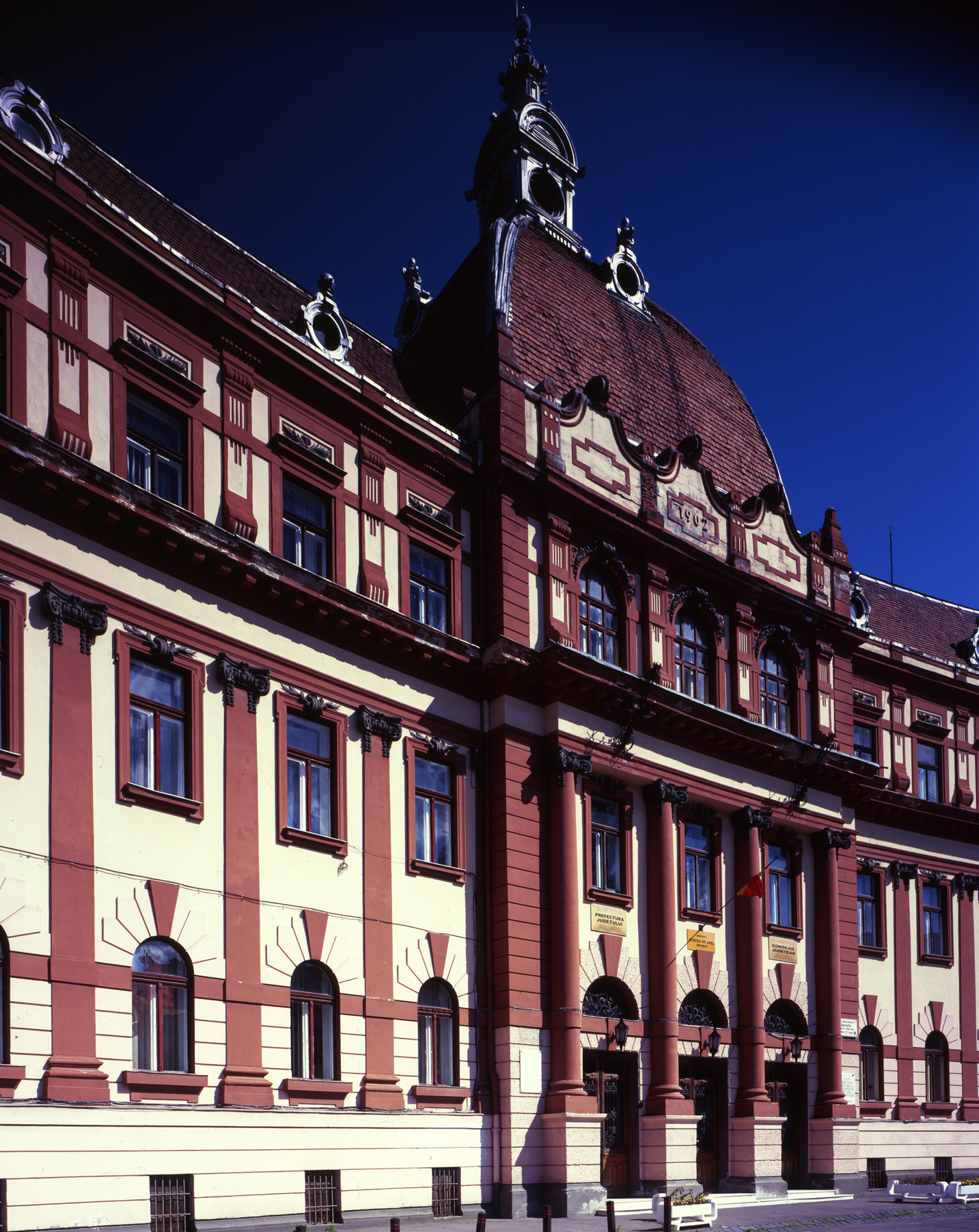
Palatul de Justiție (intrarea principală)
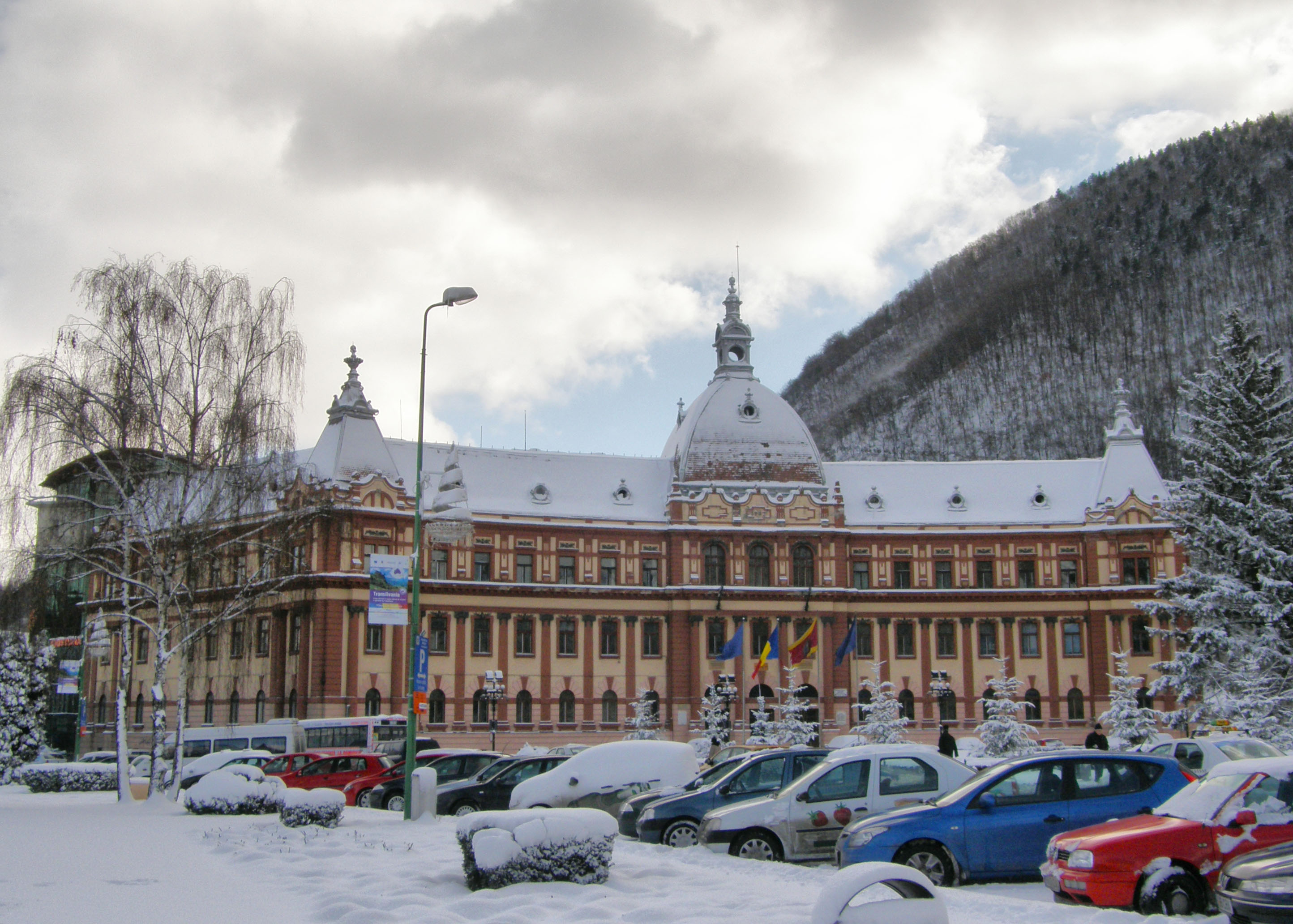
Palatul de Justiție iarna